# Polotok Al-Faw
Polotok Al-Faw (arabsko شبه جزيرة الفاو, latinizirano: Fao, Fawr) je polotok v Perzijskem zalivu, ki leži na skrajnem jugovzhodu Iraka. Močvirnati polotok leži 20 km jugovzhodno od tretjega največjega iraškega mesta Basra in je del delte reke Šat el Arab (Arvand Rud), ki nastane ob sotočju večjih rek Evfrat in Tigris. Polotok Al-Faw meji na Iran na severovzhodu z mestoma Abadan in Horamšaher na nasprotni strani Šat el Araba in Kuvajt na jugozahodu, nasproti otoka Bubijan in Varbah, blizu iraškega mesta Umm Qasr.
Al-Faw, edino pomembno mesto na polotoku, je ribiško mesto in pristanišče, ki je bilo v času predsedovanja Sadama Huseina glavna pomorska baza iraške mornarice. Preostanek polotoka Al-Faw je sicer redko poseljen z naselji, redki prebivalci pa se ukvarjajo z ribištvom ter naftno ali ladijsko industrijo. Je kraj številnih pomembnih naftnih naprav, predvsem dveh glavnih iraških terminalov za naftne tankerje: Khor al-Amaya in Mina al-Bakr, zaradi njegovega glavnega pomena kot strateške lokacije, ki nadzoruje dostop do vodne poti Šat el Arab in torej dostop do pristanišča Basra.

## Iransko-iraška vojna
Med iransko-iraško vojno v 1980-ih je bil Al-Faw zaradi svoje strateške lege na vrhu sporne vodne poti Šat el Arab hudo sporen in je bil prizorišče številnih obsežnih bitk. 11. februarja 1986 so Iranci izkoristili šibkost iraške obrambe, ki je bila na najjužnejšem koncu polotoka, tako da so izvedli nenaden napad na iraške čete, ki so branile Al-Faw. Iraške enote, zadolžene za obrambo, so sestavljale večinoma slabo usposobljeni naborniki Iraške ljudske vojske, ki so padli, ko so jih nenadoma napadle sile iranskega Pasdarana (Revolucionarne garde).
To je bilo prvič, da so Iranci uspešno vdrli in zasedli iraško ozemlje. Iranci so premagali več protiofenziv iraške republikanske garde in se uspeli obdržati v svojem novem oporišču.
Zasedba Al-Faw je postavila Basro v nevarnost napada. Iranci so polotok uporabili tudi kot izstrelišče za rakete Silkworm, ki so bile nameščene proti ladijskim in naftnim terminalom v Perzijskem zalivu, pa tudi proti Kuvajtu, ki je podpiral Irak skozi celotno vojno.
17. aprila 1988 je na novo prestrukturirana iraška vojska začela veliko operacijo Ramadan Mubarak, katere cilj je bil očistiti Irance s polotoka. Iračani so skoncentrirali več kot 100.000 vojakov iz republikanske garde proti 15.000 drugorazrednim iranskim vojakom Basija.
Z uporabo živčnega plina sarina, topniških baraž in zračnega bombardiranja so Iračani nazadnje pregnali Irance s polotoka v 35 urah, večina njihove opreme pa je bila zajeta v nedotaknjenem stanju. Dogodek je bil v nekdanjem režimu Sadama Huseina označen kot uradni državni praznik, praznovan kot dan osvoboditve mesta Faw.

## Anglo-ameriška okupacija
Zalivska vojna leta 1991 je potekala južno in zahodno od Al-Fawa, vendar so vojaške objekte na polotoku med spopadom močno bombardirale zavezniške sile. Zavezniške sile so dejansko ustavile vse iraške ladijske dejavnosti in tako onemogočile dostop do Šat el Araba in Perzijskega zaliva.
Polotok je bil ena prvih tarč koalicijskih sil v invaziji na Irak leta 2003, v kateri so sodelovale britanske, ameriške in poljske enote. Sile Kraljevih marincev, ameriških marincev in poljskega GROM-a so izvedle uspešen polnočni amfibijski napad na polotok. Vsi so bili priključeni 3. britanski komandosni brigadi. Njihov cilj je bil zavarovati pristanišče Umm Qasr, da bi omogočili pošiljanje humanitarnega blaga, in zavarovati ključne naftne obrate na tem območju, preden bi jih lahko sabotirale umikajoče se iraške sile. Naftni terminal Mina al-Bakr sta zasegli skupini SEAL 8 in 10; kot tudi osebje EOD ameriške mornarice. Operaterji GROM so zasegli naftni terminal Khor al-Amaya. Polotok je hitro padel z minimalnim iraškim odporom, vendar je nepričakovan silovit odpor v Umm Qasru zahteval več dni bojev, preden je bilo mesto zavarovano.
Britanci s sedežem v kampu Driftwood so zagotavljali varnost in boj proti tihotapstvu na kopnem, ameriške sile pa so nudile pomorsko pomoč. Kamp Driftwood so marca 2007 predali iraškemu nadzoru čete iz 1. bataljona Yorkshire Regiment.